# Berislavci
Berislavci (cyr. Бериславци) – wieś w Czarnogórze, w gminie Podgorica. W 2011 roku liczyła 496 mieszkańców.